# Jacob Collaert
Jacob Collaart o Collaert (1584-1637) fue un almirante flamenco que se desempeñó como corsario, además de pertenecer al grupos los corsarios de Dunkerque al servicio de los Habsburgo españoles durante la revuelta holandesa.
Fue responsable de la captura o destrucción de al menos 150 barcos de pesca, trayendo de regreso a su base en Dunkerque a 945 marineros capturados para pedir rescate. Un almirante destacado durante la próxima década, tendría encuentros posteriores con otros corsarios holandeses de la época, incluido el capitán Claes Compaan, que escapó de él después de avistar al corsario frente a la costa española.

## Biografía
Desde 1633 hasta 1637, Collaart se desempeñó como vicealmirante con el Royal Squadron que operaba desde Dunkerque y, en 1635, sus ataques contra los arenques rojos holandeses costarían a la ciudad de Flesinga (Vlissingen) más de dos millones de florines en ingresos.
Aunque la ciudad de Dunkerque estaba bajo un bloqueo holandés a principios de 1635, el bloqueo se debilitó temporalmente ya que varios buques de guerra al mando del teniente almirante philips van dorp apoyaban a las fuerzas navales francesas en el golfo de Vizcaya y, el 14 de agosto, Collaert logró zarpar de Dunkerque y rompió con éxito el bloqueo holandés con una flota de veintiún barcos.
En tres días, la flota de Collaart localizó una flota de 160 pequeñas embarcaciones pesqueras bajo la guardia de un solo buque de guerra, armado con 39 cañones y una tripulación de 85 hombres. Hundiendo sin dificultad la escolta, 74 barcos fueron hundidos o incendiados y los barcos supervivientes escaparon al vlie .
El 19 de agosto, después de ahuyentar a los seis escoltas de los barcos de guerra, las fuerzas de Collaart destruyeron alrededor de 50 botes de pesca cerca del Banco de Dogger. De los pescadores supervivientes, 150 marineros, incluidos heridos, así como jóvenes y ancianos, fueron embarcados en un barco mercante desde Hamburgo y devueltos a la República Holandesa, mientras que los 775 restantes fueron retenidos a cambio de un rescate.
Después de este último ataque, los Estados Generales de los Países Bajos pronto levantaron una flota general holandesa y ordenaron a todos los barcos disponibles que partieran tras la flota de Collaart. Navegando desde Róterdam, su comandante Willem Codde van der Burch recibió la orden de reunirse en el Texel con philips van dorp, que regresaba recientemente de La Rochelle, y el vicealmirante Quast.
Collaart pronto se encontró con la flota holandesa de Van der Burch y Van Dorp, que constaba de veinte buques de guerra combinados, y logró dañar cuatro antes de que la llegada de la flota de Quast obligara a Collaart a abandonar la lucha. En parte debido al mal tiempo, Collaart pudo escapar a Dunkerque y llegó con 975 pescadores cautivos el 8 de septiembre de 1635.
Al año siguiente, mientras navegaban con otros dos corsarios, Collaart y Mathieu Romboutsen fueron capturados (el tercer capitán logró escapar a un puerto inglés) cerca de Dieppe después de una batalla de cinco horas contra el capitán Johan Evertsen el 29 de febrero de 1636.
Collaart murió de una enfermedad en La Coruña en agosto de 1637. Tenía un hijo que también era corsario, Jacques Collaert Jr, y era el suegro del posterior vicealmirante inglés Edward Spragge.